# Svédország a 2006. évi téli olimpiai játékokon
Svédország az olaszországi Torinóban megrendezett 2006. évi téli olimpiai játékok egyik részt vevő nemzete volt. Az országot az olimpián 9 sportágban 106 sportoló képviselte, akik összesen 14 érmet szereztek.

## Érmesek
| Érem  | Versenyző | Sportág   | Versenyszám             |
| ----- | --- | --------- | ----------------------- |
| Arany | Anja Pärson | Alpesisí  | Női műlesiklás          |
| Arany | Anna-Carin Olofsson | Biatlon   | Női 12,5 km tömegrajtos |
| Arany | Ulrika Bergman Cathrine Lindahl Eva Lund Anette Norberg Anna Svärd | Curling   | Női                     |
| Arany | Nemzeti válogatott Daniel Alfredsson P. J. Axelsson Christian Bäckman Peter Forsberg Mika Hannula Niclas Hävelid Tomas Holmström Jörgen Jönsson Kenny Jönsson Niklas Kronwall Nicklas Lidström Stefan Liv Henrik Lundqvist Fredrik Modin Mattias Öhlund Samuel Påhlsson Mikael Samuelsson Daniel Sedin Henrik Sedin Mats Sundin Ronnie Sundin Mikael Tellqvist Daniel Tjärnqvist Henrik Zetterberg | Jégkorong | Férfi                   |
| Arany | Björn Lind | Sífutás   | Férfi egyéni sprint     |
| Arany | Thobias Fredriksson Björn Lind | Sífutás   | Férfi csapatsprint      |
| Arany | Lina Andersson Anna Dahlberg | Sífutás   | Női csapatsprint        |
| Ezüst | Anna-Carin Olofsson | Biatlon   | Női 7,5 km sprint       |
| Ezüst | Nemzeti válogatott Cecilia Andersson Gunilla Andersson Jenni Asserholt Ann-Louise Edstrand Joa Elfsberg Emma Eliasson Erika Holst Nanna Jansson Jenny Lindqvist Kristina Lundberg Kim Martin Frida Nevalainen Emilie O'Konor Maria Rooth Danijela Rundqvist Therese Sjölander Katarina Timglas Anna Vikman Pernilla Winberg                                                                        | Jégkorong | Női                     |
| Bronz | Anja Pärson | Alpesisí  | Női lesiklás            |
| Bronz | Anna Ottosson | Alpesisí  | Női óriás-műlesiklás    |
| Bronz | Anja Pärson | Alpesisí  | Női összetett           |
| Bronz | Thobias Fredriksson | Sífutás   | Férfi egyéni sprint     |
| Bronz | Mathias Fredriksson Mats Larsson Johan Olsson Anders Södergren | Sífutás   | Férfi 4 × 10 km váltó   |

## Alpesisí
Férfi
| Versenyző       | Versenyszám            | 1. futam      | 1. futam      | 2. futam | 2. futam | Összesítés | Összesítés |
| Versenyző       | Versenyszám            | Idő           | Hely.         | Idő      | Hely.    | Idő        | Helyezés   |
| --------------- | ---------------------- | ------------- | ------------- | -------- | -------- | ---------- | ---------- |
| Johan Brolenius | Műlesiklás             | 54,37         | 8.*           | 50,44    | 8.       | 1:44,81    | 8.         |
| Martin Hansson  | Műlesiklás             | 54,50         | 14.           | 50,74    | 9.*      | 1:45,24    | 10.        |
| Patrik Järbyn   | Lesiklás               |               |               |          |          | 1:52,87    | 33.        |
| Patrik Järbyn   | Szuperóriás-műlesiklás |               |               |          |          | 1:32,21    | 24.*       |
| Markus Larsson  | Műlesiklás             | nem ért célba | nem ért célba | kiesett  | kiesett  | kiesett    | kiesett    |
| André Myhrer    | Műlesiklás             | 53,95         | 6.            | 50,23    | 6.       | 1:44,18    | 4.*        |
| Fredrik Nyberg  | Óriás-műlesiklás       | 1:16,83       | 3.*           | 1:19,22  | 9.*      | 2:36,05    | 5.         |

| Versenyző       | Versenyszám | Lesiklás | Lesiklás | Műlesiklás | Műlesiklás | Műlesiklás | Műlesiklás | Műlesiklás | Műlesiklás | Összesítés | Összesítés |
| Versenyző       | Versenyszám | Lesiklás | Lesiklás | 1. futam   | 1. futam   | 2. futam   | 2. futam   | Össz.      | Össz.      | Összesítés | Összesítés |
| Versenyző       | Versenyszám | Idő      | Hely.    | Idő        | Hely.      | Idő        | Hely.      | Idő        | Hely.      | Idő        | Helyezés   |
| --------------- | ----------- | -------- | -------- | ---------- | ---------- | ---------- | ---------- | ---------- | ---------- | ---------- | ---------- |
| Johan Brolenius | Összetett   | 1:43,56  | 41.      | 45,20      | 6.         | 44,51      | 5.         | 1:29,71    | 5.         | 3:13,27    | 18.        |
| Markus Larsson  | Összetett   | 1:41,22  | 26.      | 46,38      | 17.        | 44,74      | 6.         | 1:31,12    | 13.        | 3:12,34    | 11.        |

Női
| Versenyző               | Versenyszám            | 1. futam | 1. futam | 2. futam | 2. futam | Összesítés | Összesítés |
| Versenyző               | Versenyszám            | Idő      | Hely.    | Idő      | Hely.    | Idő        | Helyezés   |
| ----------------------- | ---------------------- | -------- | -------- | -------- | -------- | ---------- | ---------- |
| Nike Bent               | Lesiklás               |          |          |          |          | 1:59,17    | 22.        |
| Nike Bent               | Szuperóriás-műlesiklás |          |          |          |          | 1:34,41    | 21.        |
| Therese Borssén         | Műlesiklás             | 43,21    | 7.       | 47,87    | 13.      | 1:31,08    | 8.*        |
| Janette Hargin          | Lesiklás               |          |          |          |          | 1:58,53    | 17.        |
| Janette Hargin          | Szuperóriás-műlesiklás |          |          |          |          | 1:34,48    | 22.        |
| Jessica Lindell-Vikarby | Lesiklás               |          |          |          |          | 1:58,56    | 18.        |
| Jessica Lindell-Vikarby | Óriás-műlesiklás       | 1:02,12  | 15.      | 1:11,24  | 22.      | 2:13,36    | 18.        |
| Jessica Lindell-Vikarby | Szuperóriás-műlesiklás |          |          |          |          | 1:34,78    | 24.        |
| Anna Ottosson           | Műlesiklás             | 44,09    | 16.      | 47,99    | 14.*     | 1:32,08    | 18.        |
| Anna Ottosson           | Óriás-műlesiklás       | 1:02,04  | 13.      | 1:08,29  | 1.       | 2:10,33    |            |
| Anja Pärson             | Lesiklás               |          |          |          |          | 1:57,13    |            |
| Anja Pärson             | Műlesiklás             | 42,38    | 1.       | 46,66    | 2.       | 1:29,04    |            |
| Anja Pärson             | Óriás-műlesiklás       | 1:01,07  | 2.       | 1:09,89  | 14.      | 2:10,96    | 6.         |
| Anja Pärson             | Szuperóriás-műlesiklás |          |          |          |          | 1:33,88    | 12.        |
| Maria Pietilä-Holmner   | Műlesiklás             | 44,16    | 19.      | 48,31    | 22.      | 1:32,47    | 21.        |
| Maria Pietilä-Holmner   | Óriás-műlesiklás       | 1:02,00  | 11.      | 1:09,69  | 10.*     | 2:11,69    | 10.        |

* - egy másik versenyzővel azonos eredményt ért el
| Versenyző               | Versenyszám | Műlesiklás | Műlesiklás | Műlesiklás | Műlesiklás | Műlesiklás | Műlesiklás | Lesiklás | Lesiklás | Összesítés | Összesítés |
| Versenyző               | Versenyszám | 1. futam   | 1. futam   | 2. futam   | 2. futam   | Össz.      | Össz.      | Lesiklás | Lesiklás | Összesítés | Összesítés |
| Versenyző               | Versenyszám | Idő        | Hely.      | Idő        | Hely.      | Idő        | Hely.      | Idő      | Hely.    | Idő        | Helyezés   |
| ----------------------- | ----------- | ---------- | ---------- | ---------- | ---------- | ---------- | ---------- | -------- | -------- | ---------- | ---------- |
| Nike Bent               | Összetett   | 40,66      | 23.        | 45,83      | 23.        | 1:26,49    | 22.        | 1:30,13  | 5.       | 2:56,62    | 14.        |
| Janette Hargin          | Összetett   | 40,06      | 13.        | 44,78      | 15.        | 1:24,84    | 14.        | 1:31,29  | 14.      | 2:56,13    | 12.        |
| Jessica Lindell-Vikarby | Összetett   | 40,04      | 12.        | 44,96      | 18.        | 1:25,00    | 15.*       | 1:30,19  | 6.       | 2:55,19    | 8.         |
| Anja Pärson             | Összetett   | 38,75      | 3.*        | 43,31      | 4.         | 1:22,06    | 4.         | 1:29,57  | 2.       | 2:51,63    |            |

## Biatlon
Férfi
| Versenyző                                                      | Versenyszám           | Lövőhiba    | Időeredmény | Helyezés   |
| -------------------------------------------------------------- | --------------------- | ----------- | ----------- | ---------- |
| Carl Johan Bergman                                             | 10 km sprint          | 0 (0+0)     | 29:21,5     | 53.        |
| Carl Johan Bergman                                             | 12,5 km üldözőverseny | nem indult  | nem indult  | nem indult |
| Carl Johan Bergman                                             | 15 km tömegrajtos     | 4 (2+1+0+1) | 50:54,4     | 29.        |
| Carl Johan Bergman                                             | 20 km egyéni          | 3 (1+1+0+1) | 57:30,9     | 23.        |
| David Ekholm                                                   | 10 km sprint          | 2 (2+0)     | 28:33,3     | 37.        |
| David Ekholm                                                   | 12,5 km üldözőverseny | 3 (2+1+0+0) | 39:43,8     | 38.        |
| David Ekholm                                                   | 20 km egyéni          | 2 (0+1+0+1) | 59:18,2     | 35.        |
| Björn Ferry                                                    | 10 km sprint          | 2 (0+2)     | 27:31,1     | 13.        |
| Björn Ferry                                                    | 12,5 km üldözőverseny | 4 (1+0+0+3) | 38:25,5     | 25.        |
| Björn Ferry                                                    | 15 km tömegrajtos     | 2 (0+1+1+0) | 48:56,4     | 18.        |
| Björn Ferry                                                    | 20 km egyéni          | 4 (1+2+0+1) | 58:49,0     | 28.        |
| Mattias Nilsson                                                | 10 km sprint          | 0 (0+0)     | 27:18,5     | 7.         |
| Mattias Nilsson                                                | 12,5 km üldözőverseny | 3 (1+1+0+1) | 37:47,4     | 20.        |
| Mattias Nilsson                                                | 15 km tömegrajtos     | 1 (1+0+0+0) | 48:37,7     | 14.        |
| Mattias Nilsson                                                | 20 km egyéni          | 5 (0+2+3+0) | 1:00:01,1   | 44.        |
| Jakob Börjesson Björn Ferry Mattias Nilsson Carl Johan Bergman | 4 × 7,5 km váltó      | 0+12        | 1:22:35,1   | 4.         |

Női
| Versenyző           | Versenyszám         | Lövőhiba    | Időeredmény | Helyezés |
| ------------------- | ------------------- | ----------- | ----------- | -------- |
| Anna-Carin Olofsson | 7,5 km sprint       | 1 (1+0)     | 22:33,8     |          |
| Anna-Carin Olofsson | 10 km üldözőverseny | 7 (1+2+1+3) | 40:06,1     | 14.      |
| Anna-Carin Olofsson | 12,5 km tömegrajtos | 1 (0+0+0+1) | 40:36,5     | 1.       |
| Anna-Carin Olofsson | 15 km egyéni        | 5 (1+3+0+1) | 52:55,8     | 15.      |

## Curling

### Férfi
- Peja Lindholm
- Tomas Nordin
- Magnus Swartling
- Peter Narup
- Anders Kraupp

#### Eredmények
Csoportkör
| Nemzet           | Szkip                  | Gy | V | P+ | P- | Gy end | V end | D end | Saját rabolt endek | Lökés % |
| ---------------- | ---------------------- | -- | - | -- | -- | ------ | ----- | ----- | ------------------ | ------- |
| Finnország       | Markku Uusipaavalniemi | 7  | 2 | 53 | 40 | 32     | 31    | 23    | 9                  | 78%     |
| Kanada           | Brad Gushue            | 6  | 3 | 66 | 46 | 47     | 31    | 9     | 23                 | 80%     |
| Egyesült Államok | Pete Fenson            | 6  | 3 | 66 | 47 | 36     | 33    | 16    | 13                 | 80%     |
| Nagy-Britannia   | David Murdoch          | 6  | 3 | 59 | 49 | 36     | 31    | 17    | 12                 | 81%     |
| Norvégia         | Pål Trulsen            | 5  | 4 | 57 | 47 | 33     | 32    | 17    | 9                  | 78%     |
| Svájc            | Ralph Stöckli          | 5  | 4 | 56 | 45 | 31     | 34    | 18    | 10                 | 76%     |
| Olaszország      | Joël Retornaz          | 4  | 5 | 47 | 66 | 37     | 38    | 10    | 7                  | 70%     |
| Németország      | Andy Kapp              | 3  | 6 | 53 | 55 | 34     | 34    | 17    | 12                 | 77%     |
| Svédország       | Peja Lindholm          | 3  | 6 | 45 | 68 | 31     | 40    | 12    | 4                  | 78%     |
| Új-Zéland        | Sean Becker            | 0  | 9 | 37 | 76 | 28     | 41    | 12    | 6                  | 69%     |

- február 13., 09:00

| Csapat             | Csapat                | 1 | 2 | 3 | 4 | 5 | 6 | 7 | 8 | 9 | 10 | VE |
|                    | Új-Zéland (Becker)    | 0 | 0 | 0 | 1 | 0 | 1 | 0 | 1 | 0 | 0  | 3  |
| 1. end utolsó köve | Svédország (Lindholm) | 0 | 0 | 1 | 0 | 3 | 0 | 1 | 0 | 1 | 0  | 6  |

- február 13., 19:00

| Csapat             | Csapat                 | 1 | 2 | 3 | 4 | 5 | 6 | 7 | 8 | 9 | 10 | VE |
|                    | Olaszország (Retornaz) | 0 | 0 | 1 | 0 | 0 | 1 | 0 | 2 | 0 | 1  | 5  |
| 1. end utolsó köve | Svédország (Lindholm)  | 0 | 2 | 0 | 1 | 0 | 0 | 2 | 0 | 2 | 0  | 7  |

- február 14., 14:00

| Csapat             | Csapat                | 1 | 2 | 3 | 4 | 5 | 6 | 7 | 8 | 9 | 10 | 11 | VE |
| 1. end utolsó köve | Kanada (Gushue)       | 1 | 0 | 1 | 0 | 1 | 0 | 1 | 0 | 3 | 0  | 0  | 7  |
|                    | Svédország (Lindholm) | 0 | 2 | 0 | 1 | 0 | 1 | 0 | 1 | 0 | 2  | 1  | 8  |

- február 15., 09:00

| Csapat             | Csapat                | 1 | 2 | 3 | 4 | 5 | 6 | 7 | 8 | 9 | 10 | VE |
|                    | Svédország (Lindholm) | 1 | 0 | 1 | 1 | 0 | 1 | 0 | 0 | X | X  | 4  |
| 1. end utolsó köve | Norvégia (Trulsen)    | 0 | 4 | 0 | 0 | 2 | 0 | 2 | 1 | X | X  | 9  |

- február 16., 14:00

| Csapat             | Csapat                    | 1 | 2 | 3 | 4 | 5 | 6 | 7 | 8 | 9 | 10 | VE |
|                    | Egyesült Államok (Fenson) | 0 | 2 | 0 | 2 | 0 | 1 | 0 | 1 | 2 | 2  | 10 |
| 1. end utolsó köve | Svédország (Lindholm)     | 2 | 0 | 2 | 0 | 1 | 0 | 1 | 0 | 0 | 0  | 6  |

- február 17., 09:00

| Csapat             | Csapat                       | 1 | 2 | 3 | 4 | 5 | 6 | 7 | 8 | 9 | 10 | VE |
|                    | Svédország (Lindholm)        | 0 | 2 | 0 | 2 | 0 | 0 | 0 | 0 | X | X  | 4  |
| 1. end utolsó köve | Finnország (Uusipaavalniemi) | 3 | 0 | 2 | 0 | 0 | 1 | 3 | 2 | X | X  | 11 |

- február 17., 19:00

| Csapat             | Csapat                   | 1 | 2 | 3 | 4 | 5 | 6 | 7 | 8 | 9 | 10 | VE |
|                    | Svédország (Lindholm)    | 0 | 0 | 2 | 0 | 0 | 0 | 0 | X | X | X  | 2  |
| 1. end utolsó köve | Nagy-Britannia (Murdoch) | 2 | 2 | 0 | 3 | 0 | 0 | 1 | X | X | X  | 8  |

- február 19., 09:00

| Csapat             | Csapat                | 1 | 2 | 3 | 4 | 5 | 6 | 7 | 8 | 9 | 10 | VE |
|                    | Németország (Kapp)    | 0 | 0 | 0 | 1 | 0 | 4 | 1 | 0 | 0 | 1  | 7  |
| 1. end utolsó köve | Svédország (Lindholm) | 0 | 1 | 0 | 0 | 2 | 0 | 0 | 1 | 1 | 0  | 5  |

- február 19., 19:00

| Csapat             | Csapat                | 1 | 2 | 3 | 4 | 5 | 6 | 7 | 8 | 9 | 10 | VE |
| 1. end utolsó köve | Svédország (Lindholm) | 0 | 0 | 2 | 0 | 0 | 1 | 0 | 0 | 0 | X  | 3  |
|                    | Svájc (Stöckli)       | 0 | 1 | 0 | 0 | 2 | 0 | 1 | 3 | 1 | X  | 8  |

| Csapat     | Helyezés |
| ---------- | -------- |
| Svédország | 9.       |

### Női
- Anette Norberg
- Eva Lund
- Cathrine Lindahl
- Anna Svärd
- Ulrika Bergman

#### Eredmények
Csoportkör
| Nemzet           | Szkip               | Gy | V | P+ | P- | Gy end | V end | D end | Saját rabolt endek | Lökés % |
| ---------------- | ------------------- | -- | - | -- | -- | ------ | ----- | ----- | ------------------ | ------- |
| Svédország       | Anette Norberg      | 7  | 2 | 61 | 54 | 41     | 36    | 14    | 11                 | 79%     |
| Svájc            | Mirjam Ott          | 7  | 2 | 74 | 44 | 37     | 32    | 11    | 10                 | 75%     |
| Kanada           | Shannon Kleibrink   | 6  | 3 | 68 | 51 | 39     | 32    | 16    | 10                 | 75%     |
| Norvégia         | Dordi Nordby        | 6  | 3 | 73 | 54 | 45     | 32    | 5     | 16                 | 73%     |
| Nagy-Britannia   | Rhona Martin        | 5  | 4 | 55 | 54 | 31     | 35    | 17    | 6                  | 76%     |
| Oroszország      | Ljudmila Privivkova | 5  | 4 | 57 | 60 | 41     | 36    | 14    | 11                 | 77%     |
| Japán            | Onodera Ajumi       | 4  | 5 | 53 | 59 | 36     | 35    | 16    | 11                 | 72%     |
| Egyesült Államok | Cassandra Johnson   | 2  | 7 | 58 | 66 | 34     | 38    | 11    | 9                  | 73%     |
| Dánia            | Dorthe Holm         | 2  | 7 | 47 | 69 | 27     | 42    | 12    | 3                  | 72%     |
| Olaszország      | Diana Gaspari       | 1  | 8 | 44 | 79 | 33     | 43    | 9     | 4                  | 66%     |

- február 13., 14:00

| Csapat             | Csapat               | 1 | 2 | 3 | 4 | 5 | 6 | 7 | 8 | 9 | 10 | VE |
|                    | Kanada (Kleibrink)   | 0 | 0 | 0 | 2 | 0 | 0 | 2 | 0 | 1 | 0  | 5  |
| 1. end utolsó köve | Svédország (Norberg) | 0 | 0 | 2 | 0 | 2 | 0 | 0 | 2 | 0 | 1  | 7  |

- február 14., 09:00

| Csapat             | Csapat               | 1 | 2 | 3 | 4 | 5 | 6 | 7 | 8 | 9 | 10 | VE |
| 1. end utolsó köve | Norvégia (Nordby)    | 0 | 0 | 0 | 2 | 1 | 1 | 0 | 0 | 2 | 4  | 10 |
|                    | Svédország (Norberg) | 0 | 0 | 1 | 0 | 0 | 0 | 1 | 1 | 0 | 0  | 3  |

- február 15., 14:00

| Csapat             | Csapat                  | 1 | 2 | 3 | 4 | 5 | 6 | 7 | 8 | 9 | 10 | VE |
| 1. end utolsó köve | Svédország (Norberg)    | 1 | 2 | 2 | 0 | 1 | 0 | 0 | 1 | 0 | 1  | 8  |
|                    | Nagy-Britannia (Martin) | 0 | 0 | 0 | 2 | 0 | 2 | 0 | 0 | 2 | 0  | 6  |

- február 16., 09:00

| Csapat             | Csapat                | 1 | 2 | 3 | 4 | 5 | 6 | 7 | 8 | 9 | 10 | VE |
|                    | Svédország (Norberg)  | 0 | 0 | 2 | 0 | 3 | 0 | 1 | 0 | 1 | 1  | 8  |
| 1. end utolsó köve | Olaszország (Gaspari) | 0 | 1 | 0 | 1 | 0 | 1 | 0 | 1 | 0 | 0  | 4  |

- február 16., 19:00

| Csapat             | Csapat                     | 1 | 2 | 3 | 4 | 5 | 6 | 7 | 8 | 9 | 10 | 11 | VE |
| 1. end utolsó köve | Svédország (Norberg)       | 0 | 1 | 0 | 0 | 0 | 0 | 1 | 1 | 0 | 1  | 1  | 5  |
|                    | Egyesült Államok (Johnson) | 0 | 0 | 1 | 0 | 1 | 0 | 0 | 0 | 2 | 0  | 0  | 4  |

- február 17., 14:00

| Csapat             | Csapat               | 1 | 2 | 3 | 4 | 5 | 6 | 7 | 8 | 9 | 10 | VE |
|                    | Svájc (Ott)          | 2 | 0 | 1 | 0 | 0 | 1 | 0 | 2 | 0 | 1  | 7  |
| 1. end utolsó köve | Svédország (Norberg) | 0 | 1 | 0 | 2 | 0 | 0 | 2 | 0 | 4 | 0  | 9  |

- február 18., 09:00

| Csapat             | Csapat               | 1 | 2 | 3 | 4 | 5 | 6 | 7 | 8 | 9 | 10 | VE |
|                    | Svédország (Norberg) | 0 | 2 | 0 | 0 | 2 | 2 | 4 | 0 | X | X  | 10 |
| 1. end utolsó köve | Dánia (Holm)         | 1 | 0 | 3 | 0 | 0 | 0 | 0 | 1 | X | X  | 5  |

- február 18., 19:00

| Csapat             | Csapat               | 1 | 2 | 3 | 4 | 5 | 6 | 7 | 8 | 9 | 10 | 11 | VE |
| 1. end utolsó köve | Japán (Onodera)      | 1 | 2 | 0 | 0 | 2 | 0 | 0 | 1 | 0 | 1  | 0  | 7  |
|                    | Svédország (Norberg) | 0 | 0 | 0 | 2 | 0 | 2 | 1 | 0 | 2 | 0  | 1  | 8  |

- február 20., 09:00

| Csapat             | Csapat                   | 1 | 2 | 3 | 4 | 5 | 6 | 7 | 8 | 9 | 10 | VE |
| 1. end utolsó köve | Svédország (Norberg)     | 0 | 0 | 0 | 2 | 0 | 0 | 0 | 1 | 0 | 1  | 4  |
|                    | Oroszország (Privivkova) | 0 | 1 | 0 | 0 | 1 | 1 | 1 | 0 | 2 | 0  | 6  |

Elődöntő
- február 22., 14:00

| Csapat             | Csapat               | 1 | 2 | 3 | 4 | 5 | 6 | 7 | 8 | 9 | 10 | VE |
|                    | Svédország (Norberg) | 0 | 0 | 1 | 0 | 1 | 0 | 1 | 1 | 0 | 1  | 5  |
| 1. end utolsó köve | Norvégia (Nordby)    | 1 | 0 | 0 | 1 | 0 | 1 | 0 | 0 | 1 | 0  | 4  |

Döntő
- február 23., 17:30

| Csapat             | Csapat               | 1 | 2 | 3 | 4 | 5 | 6 | 7 | 8 | 9 | 10 | 11 | VE |
| 1. end utolsó köve | Svédország (Norberg) | 0 | 2 | 0 | 1 | 0 | 1 | 1 | 0 | 1 | 0  | 1  | 7  |
|                    | Svájc (Ott)          | 0 | 0 | 2 | 0 | 0 | 0 | 0 | 2 | 0 | 2  | 0  | 6  |

| Csapat     | Helyezés |
| ---------- | -------- |
| Svédország |          |

## Gyorskorcsolya
Férfi
| Versenyző       | Versenyszám | 1. futam | 1. futam | 2. futam | 2. futam | Eredmény | Helyezés |
| Versenyző       | Versenyszám | Idő      | Hely.    | Idő      | Hely.    | Eredmény | Helyezés |
| --------------- | ----------- | -------- | -------- | -------- | -------- | -------- | -------- |
| Johan Röjler    | 1500 m      |          |          |          |          | 1:50,50  | 33.      |
| Johan Röjler    | 5000 m      |          |          |          |          | 6:29,24  | 12.      |
| Johan Röjler    | 10 000 m    |          |          |          |          | 13:29,50 | 10.      |
| Eric Zachrisson | 500 m       | 35,80    | 19.      | 35,81    | 23.      | 71,61    | 20.      |
| Eric Zachrisson | 1000 m      |          |          |          |          | kizárták | kizárták |

## Jégkorong

### Férfi
| Svéd nemzeti férfi jégkorongcsapat-játékoskeret | Svéd nemzeti férfi jégkorongcsapat-játékoskeret | Svéd nemzeti férfi jégkorongcsapat-játékoskeret | Svéd nemzeti férfi jégkorongcsapat-játékoskeret | Svéd nemzeti férfi jégkorongcsapat-játékoskeret | Svéd nemzeti férfi jégkorongcsapat-játékoskeret | Svéd nemzeti férfi jégkorongcsapat-játékoskeret |
| #                                               | Név                                             | Poszt                                           | Magasság                                        | Súly                                            | Kor                                             | Klub                                            |
| ----------------------------------------------- | ----------------------------------------------- | ----------------------------------------------- | ----------------------------------------------- | ----------------------------------------------- | ----------------------------------------------- | ----------------------------------------------- |
| 1                                               | Stefan Liv                                      | K                                               | 184                                             | 84                                              | 1980. december 21. (25 évesen)                  | HV71                                            |
| 32                                              | Mikael Tellqvist                                | K                                               | 182                                             | 84                                              | 1979. szeptember 19. (26 évesen)                | Toronto Maple Leafs                             |
| 35                                              | Henrik Lundqvist                                | K                                               | 185                                             | 87                                              | 1982. március 2. (23 évesen)                    | New York Rangers                                |
| 2                                               | Mattias Öhlund                                  | V                                               | 191                                             | 100                                             | 1976. szeptember 9. (29 évesen)                 | Vancouver Canucks                               |
| 5                                               | Nicklas Lidström                                | V                                               | 188                                             | 84                                              | 1970. április 28. (35 évesen)                   | Detroit Red Wings                               |
| 7                                               | Niklas Kronwall                                 | V                                               | 183                                             | 86                                              | 1981. január 12. (25 évesen)                    | Detroit Red Wings                               |
| 8                                               | Christian Bäckman                               | V                                               | 191                                             | 93                                              | 1980. április 28. (25 évesen)                   | St Louis Blues                                  |
| 15                                              | Niclas Hävelid                                  | V                                               | 182                                             | 90                                              | 1973. április 12. (32 évesen)                   | Atlanta Thrashers                               |
| 23                                              | Ronnie Sundin                                   | V                                               | 186                                             | 98                                              | 1970. október 3. (35 évesen)                    | Frölunda HC Frölunda Indians                    |
| 29                                              | Kenny Jönsson                                   | V                                               | 191                                             | 93                                              | 1974. október 6. (31 évesen)                    | Rögle BK                                        |
| 34                                              | Daniel Tjärnqvist                               | V                                               | 188                                             | 91                                              | 1976. október 14. (29 évesen)                   | Minnesota Wild                                  |
| 11                                              | Daniel Alfredsson                               | T                                               | 182                                             | 90                                              | 1972. december 11. (33 évesen)                  | Ottawa Senators                                 |
| 12                                              | Daniel Sedin                                    | T                                               | 186                                             | 90                                              | 1980. szeptember 26. (25 évesen)                | Vancouver Canucks                               |
| 13                                              | Mats Sundin                                     | T                                               | 193                                             | 100                                             | 1971. február 13. (35 évesen)                   | Toronto Maple Leafs                             |
| 20                                              | Henrik Sedin                                    | T                                               | 188                                             | 91                                              | 1980. szeptember 26. (25 évesen)                | Vancouver Canucks                               |
| 21                                              | Peter Forsberg                                  | T                                               | 183                                             | 93                                              | 1973. július 20. (32 évesen)                    | Philadelphia Flyers                             |
| 22                                              | P. J. Axelsson                                  | T                                               | 185                                             | 86                                              | 1975. február 26. (30 évesen)                   | Boston Bruins                                   |
| 26                                              | Samuel Påhlsson                                 | T                                               | 181                                             | 94                                              | 1977. december 17. (28 évesen)                  | Mighty Ducks of Anaheim                         |
| 33                                              | Fredrik Modin                                   | T                                               | 193                                             | 100                                             | 1974. október 8. (31 évesen)                    | Tampa Bay Lightning                             |
| 37                                              | Mikael Samuelsson                               | T                                               | 186                                             | 94                                              | 1976. december 23. (29 évesen)                  | Detroit Red Wings                               |
| 40                                              | Henrik Zetterberg                               | T                                               | 180                                             | 86                                              | 1980. október 9. (25 évesen)                    | Detroit Red Wings                               |
| 51                                              | Mika Hannula                                    | T                                               | 179                                             | 84                                              | 1979. április 2. (26 évesen)                    | HV71                                            |
| 72                                              | Jörgen Jönsson                                  | T                                               | 184                                             | 89                                              | 1972. szeptember 29. (33 évesen)                | Färjestads BK                                   |
| 96                                              | Tomas Holmström                                 | T                                               | 183                                             | 94                                              | 1973. január 23. (33 évesen)                    | Detroit Red Wings                               |
| Vezetőedző: Bengt Ake Gustafsson                | Vezetőedző: Bengt Ake Gustafsson                | Vezetőedző: Bengt Ake Gustafsson                | Vezetőedző: Bengt Ake Gustafsson                | Vezetőedző: Bengt Ake Gustafsson                | 1958. március 23. (47 évesen)                   | 1958. március 23. (47 évesen)                   |

- Posztok rövidítései: K – Kapus, V – Védő, T – Támadó
- Kor: 2006. február 15-i kora

#### Eredmények
B csoport
| Nemzet           | M | Gy | D | V | G+ | G– | Gk  | P  |
| ---------------- | - | -- | - | - | -- | -- | --- | -- |
| Szlovákia        | 5 | 5  | 0 | 0 | 18 | 8  | +10 | 10 |
| Oroszország      | 5 | 4  | 0 | 1 | 23 | 11 | +12 | 8  |
| Svédország       | 5 | 3  | 0 | 2 | 15 | 12 | +3  | 6  |
| Egyesült Államok | 5 | 1  | 1 | 3 | 13 | 13 | 0   | 3  |
| Kazahsztán       | 5 | 1  | 0 | 4 | 9  | 16 | –7  | 2  |
| Lettország       | 5 | 0  | 1 | 4 | 11 | 29 | –18 | 1  |

| 2006. február 15. 11:35 | Kazahsztán (KAZ) | 2 – 7 (0–3, 1–4, 1–0) | Svédország | Torino Esposizioni Nézőszám: 2200 |

| Jegyzőkönyv | Jegyzőkönyv | Jegyzőkönyv                               | Jegyzőkönyv | Jegyzőkönyv                         |
| --- | ----------- | ----------------------------------------- | ----------- | ----------------------------------- |
| |             |                                           |             | Játékvezető: Vladimir Sindler (CZE) |
| \| \| 0 – 1 \| 7:45 - Tjärnqvist (J. Jönsson, Holmström) \| \| \| 0 – 2 \| 10:46 - Alfredsson (PP) \| \| \| 0 – 3 \| 16:06 - H. Sedin (Samuelsson, D. Sedin) \| \| J. Koreskov - 20:17 (SH) \| 1 – 3 \| \| \| \| 1 – 4 \| 28:47 - Axelsson (Påhlsson, Öhlund) \| \| \| 1 – 5 \| 31:08 - M. Sundin (Bäckman, Modin) (PP) \| \| \| 1 – 6 \| 35:31 - D. Sedin (Öhlund, H. Sedin) \| \| \| 1 – 7 \| 36:21 - Tjärnqvist (Axelsson, Påhlsson) \| \| Antyipin (Upper) - 48:33 \| 2 – 7 \| \| |             |                                           |             |                                     |
| 18 perc | Büntetések  | 6 perc                                    |             |                                     |
| 14 | Lövések     | 34                                        |             |                                     |
| | 0 – 1       | 7:45 - Tjärnqvist (J. Jönsson, Holmström) |             |                                     |
| | 0 – 2       | 10:46 - Alfredsson (PP)                   |             |                                     |
| | 0 – 3       | 16:06 - H. Sedin (Samuelsson, D. Sedin)   |             |                                     |
| J. Koreskov - 20:17 (SH) | 1 – 3       |                                           |             |                                     |
| | 1 – 4       | 28:47 - Axelsson (Påhlsson, Öhlund)       |             |                                     |
| | 1 – 5       | 31:08 - M. Sundin (Bäckman, Modin) (PP)   |             |                                     |
| | 1 – 6       | 35:31 - D. Sedin (Öhlund, H. Sedin)       |             |                                     |
| | 1 – 7       | 36:21 - Tjärnqvist (Axelsson, Påhlsson)   |             |                                     |
| Antyipin (Upper) - 48:33 | 2 – 7       |                                           |             |                                     |

| 2006. február 16. 16:05 | Svédország (SWE) | 0 – 5 (0–0, 0–3, 0–2) | Oroszország | Palasport Olimpico Nézőszám: 8545 |

| Jegyzőkönyv | Jegyzőkönyv | Jegyzőkönyv                          | Jegyzőkönyv | Jegyzőkönyv                            |
| --- | ----------- | ------------------------------------ | ----------- | -------------------------------------- |
| |             |                                      |             | Játékvezető: Don Van Massenhoven (CAN) |
| \| \| 0 – 1 \| 27:13 - Kovaljov (A. Markov) (PP) \| \| \| 0 – 2 \| 28:05 - Ovecskin (Jasin) \| \| \| 0 – 3 \| 38:58 - Szusinszkij (Malkin, Zsukov) \| \| \| 0 – 4 \| 50:31 - Kozlov (Frolov, Koroljuk) \| \| \| 0 – 5 \| 54:04 - Afinogenov (Dacjuk) \| |             |                                      |             |                                        |
| 20 perc | Büntetések  | 16 perc                              |             |                                        |
| 24 | Lövések     | 32                                   |             |                                        |
| | 0 – 1       | 27:13 - Kovaljov (A. Markov) (PP)    |             |                                        |
| | 0 – 2       | 28:05 - Ovecskin (Jasin)             |             |                                        |
| | 0 – 3       | 38:58 - Szusinszkij (Malkin, Zsukov) |             |                                        |
| | 0 – 4       | 50:31 - Kozlov (Frolov, Koroljuk)    |             |                                        |
| | 0 – 5       | 54:04 - Afinogenov (Dacjuk)          |             |                                        |

| 2006. február 18. 17:05 | Svédország (SWE) | 6 – 1 (1–0, 4–0, 1–1) | Lettország | Palasport Olimpico Nézőszám: 8795 |

| Jegyzőkönyv | Jegyzőkönyv | Jegyzőkönyv                         | Jegyzőkönyv | Jegyzőkönyv                      |
| --- | ----------- | ----------------------------------- | ----------- | -------------------------------- |
| |             |                                     |             | Játékvezető: Paul Devorski (CAN) |
| \| Påhlsson (Forsberg) - 14:20 \| 1 – 0 \| \| \| Lidström (Zetterberg) (PP) - 22:22 \| 2 – 0 \| \| \| Alfredsson (K. Jönsson) (PP) - 24:59 \| 3 – 0 \| \| \| Axelsson (Forsberg) (PP) - 25:17 \| 4 – 0 \| \| \| Zetterberg (Holmström) - 27:58 \| 5 – 0 \| \| \| Alfredsson (M. Sundin, Lidström) - 44:48 \| 6 – 0 \| \| \| \| 6 – 1 \| 49:10 - Ziediņš (Ņiživijs, Ozoliņš) \| |             |                                     |             |                                  |
| 6 perc | Büntetések  | 14 perc                             |             |                                  |
| 40 | Lövések     | 14                                  |             |                                  |
| Påhlsson (Forsberg) - 14:20 | 1 – 0       |                                     |             |                                  |
| Lidström (Zetterberg) (PP) - 22:22 | 2 – 0       |                                     |             |                                  |
| Alfredsson (K. Jönsson) (PP) - 24:59 | 3 – 0       |                                     |             |                                  |
| Axelsson (Forsberg) (PP) - 25:17 | 4 – 0       |                                     |             |                                  |
| Zetterberg (Holmström) - 27:58 | 5 – 0       |                                     |             |                                  |
| Alfredsson (M. Sundin, Lidström) - 44:48 | 6 – 0       |                                     |             |                                  |
| | 6 – 1       | 49:10 - Ziediņš (Ņiživijs, Ozoliņš) |             |                                  |

| 2006. február 19. 17:05 | Egyesült Államok (USA) | 1 – 2 (1–1, 0–0, 0–1) | Svédország | Torino Esposizioni Nézőszám: 4450 |

| Jegyzőkönyv | Jegyzőkönyv | Jegyzőkönyv                                     | Jegyzőkönyv | Jegyzőkönyv                      |
| --- | ----------- | ----------------------------------------------- | ----------- | -------------------------------- |
| |             |                                                 |             | Játékvezető: Dan Marouelli (CAN) |
| \| \| 0 – 1 \| 7:05 - Alfredsson (K. Jönsson, M. Sundin) \| \| Modano (Conroy, Chelios) - 17:31 \| 1 – 1 \| \| \| \| 1 – 2 \| 44:22 - Samuelsson (Alfredsson, M. Sundin) (PP) \| |             |                                                 |             |                                  |
| 14 perc | Büntetések  | 12 perc                                         |             |                                  |
| 25 | Lövések     | 26                                              |             |                                  |
| | 0 – 1       | 7:05 - Alfredsson (K. Jönsson, M. Sundin)       |             |                                  |
| Modano (Conroy, Chelios) - 17:31 | 1 – 1       |                                                 |             |                                  |
| | 1 – 2       | 44:22 - Samuelsson (Alfredsson, M. Sundin) (PP) |             |                                  |

| 2006. február 21. 20:05 | Svédország (SWE) | 0 – 3 (0–1, 0–0, 0–2) | Szlovákia | Torino Esposizioni Nézőszám: 4250 |

| Jegyzőkönyv | Jegyzőkönyv | Jegyzőkönyv                            | Jegyzőkönyv | Jegyzőkönyv                     |
| --- | ----------- | -------------------------------------- | ----------- | ------------------------------- |
| |             |                                        |             | Játékvezető: Timo Favorin (FIN) |
| \| \| 0 – 1 \| 15:51 - Bondra (Šatan) \| \| \| 0 – 2 \| 46:16 - Mari. Hossa (Demitra, Gáborík) \| \| \| 0 – 3 \| 58:58 - Suchý (Demitra, Mari. Hossa) \| |             |                                        |             |                                 |
| 14 perc | Büntetések  | 10 perc                                |             |                                 |
| 17 | Lövések     | 31                                     |             |                                 |
| | 0 – 1       | 15:51 - Bondra (Šatan)                 |             |                                 |
| | 0 – 2       | 46:16 - Mari. Hossa (Demitra, Gáborík) |             |                                 |
| | 0 – 3       | 58:58 - Suchý (Demitra, Mari. Hossa)   |             |                                 |

Negyeddöntő
| 2006. február 22. 16:35 | Svájc (SUI) | 2 – 6 (1–2, 0–3, 1–1) | Svédország | Torino Esposizioni Nézőszám: 2970 |

| Jegyzőkönyv | Jegyzőkönyv | Jegyzőkönyv                                   | Jegyzőkönyv | Jegyzőkönyv                      |
| --- | ----------- | --------------------------------------------- | ----------- | -------------------------------- |
| |             |                                               |             | Játékvezető: Dan Marouelli (CAN) |
| \| \| 0 - 1 \| 3:06 - H. Sedin (D. Sedin, Lidström) \| \| Streit (Della Rossa, Plüss) - 8:37 \| 1 - 1 \| \| \| \| 1 - 2 \| 13:49 - Modin (Forsberg, Alfredsson) \| \| \| 1 - 3 \| 22:17 - Zetterberg (Holmström, K. Jönsson) \| \| \| 1 - 4 \| 29:07 - M. Sundin (Lidström, Alfredsson) (PP) \| \| \| 1 - 5 \| M. Sundin (Forsberg, Tjärnqvist) \| \| Lemm (Rüthemann) - 40:49 \| 2 - 5 \| \| \| \| 2 - 6 \| 48:36 - Påhlsson (Alfredsson, Axelsson) \| |             |                                               |             |                                  |
| 8 perc | Büntetések  | 2 perc                                        |             |                                  |
| 29 | Lövések     | 27                                            |             |                                  |
| | 0 - 1       | 3:06 - H. Sedin (D. Sedin, Lidström)          |             |                                  |
| Streit (Della Rossa, Plüss) - 8:37 | 1 - 1       |                                               |             |                                  |
| | 1 - 2       | 13:49 - Modin (Forsberg, Alfredsson)          |             |                                  |
| | 1 - 3       | 22:17 - Zetterberg (Holmström, K. Jönsson)    |             |                                  |
| | 1 - 4       | 29:07 - M. Sundin (Lidström, Alfredsson) (PP) |             |                                  |
| | 1 - 5       | M. Sundin (Forsberg, Tjärnqvist)              |             |                                  |
| Lemm (Rüthemann) - 40:49 | 2 - 5       |                                               |             |                                  |
| | 2 - 6       | 48:36 - Påhlsson (Alfredsson, Axelsson)       |             |                                  |

Elődöntő
| 2006. február 24. 16:35 | Svédország (SWE) | 7 – 3 (2–1, 4–2, 1–0) | Csehország | Palasport Olimpico Nézőszám: 8071 |

| Jegyzőkönyv | Jegyzőkönyv | Jegyzőkönyv                          | Jegyzőkönyv | Jegyzőkönyv                      |
| --- | ----------- | ------------------------------------ | ----------- | -------------------------------- |
| |             |                                      |             | Játékvezető: Dan Marouelli (CAN) |
| \| Modin (Sundin, Forsberg) - 0:34 \| 1 - 0 \| \| \| \| 1 - 1 \| 3:11 - Kuba (Straka, Prospal) \| \| Axelsson (Lidström, Kronvall) - 13:37 \| 2 - 1 \| \| \| H. Sedin (D. Sedin) - 21:16 \| 3 - 1 \| \| \| Bäckman (Alfredsson) - 23:54 \| 4 - 1 \| \| \| J. Jönsson (K. Jönsson, Samuelsson) - 27:54 \| 5 - 1 \| \| \| \| 5 - 2 \| 30:40 - Hemský (Jágr, Židlický) (PP) \| \| \| 5 - 3 \| 31:25 - Prospal (Výborný) \| \| Alfredsson (Axelsson) - 39:00 \| 6 - 3 \| \| \| Holmström (Zetterberg) - 56:05 \| 7 - 3 \| \| |             |                                      |             |                                  |
| 8 perc | Büntetések  | 6 perc                               |             |                                  |
| 32 | Lövések     | 24                                   |             |                                  |
| Modin (Sundin, Forsberg) - 0:34 | 1 - 0       |                                      |             |                                  |
| | 1 - 1       | 3:11 - Kuba (Straka, Prospal)        |             |                                  |
| Axelsson (Lidström, Kronvall) - 13:37 | 2 - 1       |                                      |             |                                  |
| H. Sedin (D. Sedin) - 21:16 | 3 - 1       |                                      |             |                                  |
| Bäckman (Alfredsson) - 23:54 | 4 - 1       |                                      |             |                                  |
| J. Jönsson (K. Jönsson, Samuelsson) - 27:54 | 5 - 1       |                                      |             |                                  |
| | 5 - 2       | 30:40 - Hemský (Jágr, Židlický) (PP) |             |                                  |
| | 5 - 3       | 31:25 - Prospal (Výborný)            |             |                                  |
| Alfredsson (Axelsson) - 39:00 | 6 - 3       |                                      |             |                                  |
| Holmström (Zetterberg) - 56:05 | 7 - 3       |                                      |             |                                  |

Döntő
| 2006. február 26. 14:05 | Finnország (FIN) | 2 – 3 (1–0, 1–2, 0–1) | Svédország | Palasport Olimpico Nézőszám: 8274 |

| Jegyzőkönyv | Jegyzőkönyv | Jegyzőkönyv                                   | Jegyzőkönyv | Jegyzőkönyv                      |
| --- | ----------- | --------------------------------------------- | ----------- | -------------------------------- |
| |             |                                               |             | Játékvezető: Paul Devorski (CAN) |
| \| Timonen (Selänne) (PP) - 14:45 \| 1 - 0 \| \| \| \| 1 - 1 \| 24:42 - Zetterberg (Samuelsson, Bäckman) (PP) \| \| \| 1 - 2 \| 33:24 - Kronwall (Zetterberg) (PP) \| \| Peltonen (J. Jokinen, O. Jokinen) - 35:00 \| 2 - 2 \| \| \| \| 2 - 3 \| 40:10 - Lidström (M. Sundin, Forsberg) \| |             |                                               |             |                                  |
| 14 perc | Büntetések  | 14 perc                                       |             |                                  |
| 27 | Lövések     | 28                                            |             |                                  |
| Timonen (Selänne) (PP) - 14:45 | 1 - 0       |                                               |             |                                  |
| | 1 - 1       | 24:42 - Zetterberg (Samuelsson, Bäckman) (PP) |             |                                  |
| | 1 - 2       | 33:24 - Kronwall (Zetterberg) (PP)            |             |                                  |
| Peltonen (J. Jokinen, O. Jokinen) - 35:00 | 2 - 2       |                                               |             |                                  |
| | 2 - 3       | 40:10 - Lidström (M. Sundin, Forsberg)        |             |                                  |

| Csapat     | Helyezés |
| ---------- | -------- |
| Svédország |          |

### Női
| Svéd nemzeti női jégkorongcsapat-játékoskeret | Svéd nemzeti női jégkorongcsapat-játékoskeret | Svéd nemzeti női jégkorongcsapat-játékoskeret | Svéd nemzeti női jégkorongcsapat-játékoskeret | Svéd nemzeti női jégkorongcsapat-játékoskeret | Svéd nemzeti női jégkorongcsapat-játékoskeret | Svéd nemzeti női jégkorongcsapat-játékoskeret |
| #                                             | Név                                           | Poszt                                         | Magasság                                      | Súly                                          | Kor                                           | Klub                                          |
| --------------------------------------------- | --------------------------------------------- | --------------------------------------------- | --------------------------------------------- | --------------------------------------------- | --------------------------------------------- | --------------------------------------------- |
| 1                                             | Cecilia Andersson                             | K                                             | 179                                           | 74                                            | 1982. október 4. (23 évesen)                  | Concordia Stingers                            |
| 30                                            | Kim Martin                                    | K                                             | 167                                           | 71                                            | 1986. február 28. (19 évesen)                 | AIK                                           |
| 4                                             | Jenni Asserholt                               | V                                             | 172                                           | 74                                            | 1988. április 8. (17 évesen)                  | Örebro HK                                     |
| 21                                            | Joa Elfsberg                                  | V                                             | 177                                           | 73                                            | 1979. július 30. (26 évesen)                  | Brynäs IF                                     |
| 22                                            | Emma Eliasson                                 | V                                             | 166                                           | 70                                            | 1989. június 12. (16 évesen)                  | Modo Hockey                                   |
| 23                                            | Gunilla Andersson                             | V                                             | 170                                           | 69                                            | 1975. április 26. (30 évesen)                 | Mälarhöjden/Bredäng Hockey                    |
| 27                                            | Ylva Lindberg                                 | V                                             | 166                                           | 67                                            | 1976. június 29. (29 évesen)                  | Mälarhöjden/Bredäng Hockey                    |
| 3                                             | Frida Nevalainen                              | T                                             | 164                                           | 65                                            | 1987. január 27. (19 évesen)                  | Modo Hockey                                   |
| 7                                             | Maria Rooth                                   | T                                             | 175                                           | 75                                            | 1979. november 2. (26 évesen)                 | Mälarhöjden/Bredäng Hockey                    |
| 8                                             | Erika Holst                                   | T                                             | 179                                           | 80                                            | 1979. április 8. (26 évesen)                  | Mälarhöjden/Bredäng Hockey                    |
| 9                                             | Anna Vikman                                   | T                                             | 168                                           | 74                                            | 1981. január 13. (25 évesen)                  | Modo Hockey                                   |
| 12                                            | Jenny Lindqvist                               | T                                             | 169                                           | 70                                            | 1978. július 21. (27 évesen)                  | Mälarhöjden/Bredäng Hockey                    |
| 15                                            | Katarina Timglas                              | T                                             | 168                                           | 64                                            | 1985. november 24. (20 évesen)                | AIK                                           |
| 16                                            | Pernilla Winberg                              | T                                             | 164                                           | 60                                            | 1989. február 24. (16 évesen)                 | AIK                                           |
| 17                                            | Ann-Louise Edstrand                           | T                                             | 178                                           | 67                                            | 1975. április 25. (30 évesen)                 | Mälarhöjden/Bredäng Hockey                    |
| 18                                            | Kristina Lundberg                             | T                                             | 172                                           | 86                                            | 1985. június 10. (20 évesen)                  | Modo Hockey                                   |
| 19                                            | Emilie O'Konor                                | T                                             | 170                                           | 70                                            | 1983. február 21. (22 évesen)                 | AIK                                           |
| 24                                            | Nanna Jansson                                 | T                                             | 172                                           | 67                                            | 1983. július 7. (22 évesen)                   | Brynäs IF                                     |
| 25                                            | Therése Sjölander                             | T                                             | 173                                           | 69                                            | 1981. május 4. (24 évesen)                    | Modo Hockey                                   |
| 28                                            | Danijela Rundqvist                            | T                                             | 176                                           | 71                                            | 1984. szeptember 26. (21 évesen)              | AIK                                           |
| Vezetőedző: Peter Elander                     | Vezetőedző: Peter Elander                     | Vezetőedző: Peter Elander                     | Vezetőedző: Peter Elander                     | Vezetőedző: Peter Elander                     | 1960. március 1. (45 évesen)                  | 1960. március 1. (45 évesen)                  |

- Posztok rövidítései: K – Kapus, V – Védő, T – Támadó
- Kor: 2006. február 15-i kora

#### Eredmények
A csoport
| Nemzet      | M | Gy | D | V | G+ | G– | Gk  | P |
| ----------- | - | -- | - | - | -- | -- | --- | - |
| Kanada      | 3 | 3  | 0 | 0 | 36 | 1  | +35 | 6 |
| Svédország  | 3 | 2  | 0 | 1 | 15 | 9  | +6  | 4 |
| Oroszország | 3 | 1  | 0 | 2 | 6  | 16 | –10 | 2 |
| Olaszország | 3 | 0  | 0 | 3 | 1  | 28 | –27 | 0 |

| 2006. február 11. 15:35 | Svédország (SWE) | 3 – 1 (0–0, 2–1, 1–0) | Oroszország | Palasport Olimpico Nézőszám: 6500 |

| Jegyzőkönyv | Jegyzőkönyv | Jegyzőkönyv       | Jegyzőkönyv | Jegyzőkönyv                          |
| --- | ----------- | ----------------- | ----------- | ------------------------------------ |
| |             |                   |             | Játékvezető: Stephanie Normand (CAN) |
| \| Jansson (Lindberg, Winberg) (PP) - 23:26 \| 1 – 0 \| \| \| Timglas, (Rooth, O'Konor) (PP) - 25:14 \| 2 – 0 \| \| \| \| 2 – 1 \| 39:21 - Trefilova \| \| Rooth (G. Andersson) (PP) - 40:32 \| 3 – 1 \| \| |             |                   |             |                                      |
| 14 perc | Büntetések  | 14 perc           |             |                                      |
| 24 | Lövések     | 31                |             |                                      |
| Jansson (Lindberg, Winberg) (PP) - 23:26 | 1 – 0       |                   |             |                                      |
| Timglas, (Rooth, O'Konor) (PP) - 25:14 | 2 – 0       |                   |             |                                      |
| | 2 – 1       | 39:21 - Trefilova |             |                                      |
| Rooth (G. Andersson) (PP) - 40:32 | 3 – 1       |                   |             |                                      |

| 2006. február 13. 15:05 | Svédország (SWE) | 11 – 0 (3–0, 5–0, 3–0) | Olaszország | Torino Esposizioni Nézőszám: 2156 |

| Jegyzőkönyv | Jegyzőkönyv | Jegyzőkönyv | Jegyzőkönyv | Jegyzőkönyv                           |
| --- | ----------- | ----------- | ----------- | ------------------------------------- |
| |             |             |             | Játékvezető: Katerina Ivicicova (CZE) |
| \| Sjölander (Winberg) (PP) - 7:09 \| 1 – 0 \| \| \| Sjölander (Lindberg, G. Andersson) (PP) - 15:45 \| 2 – 0 \| \| \| G. Andersson (Holst) - 18:15 \| 3 – 0 \| \| \| Jansson (Eliasson) - 20:59 \| 4 – 0 \| \| \| Holst (Rooth) - 25:05 \| 5 – 0 \| \| \| Edstrand (Sjölander) - 31:45 \| 6 – 0 \| \| \| Rooth (Holst) (SH) - 32:37 \| 7 – 0 \| \| \| G. Andersson (Nevalainen) - 34:16 \| 8 – 0 \| \| \| Sjölander (Nevalainen, Asserholt) - 49:31 \| 9 – 0 \| \| \| Rooth (G. Andersson) (PP) - 50:55 \| 10 – 0 \| \| \| Edstrand (Rooth, G. Andersson) (PP) - 58:08 \| 11 – 0 \| \| |             |             |             |                                       |
| 16 perc | Büntetések  | 22 perc     |             |                                       |
| 52 | Lövések     | 4           |             |                                       |
| Sjölander (Winberg) (PP) - 7:09 | 1 – 0       |             |             |                                       |
| Sjölander (Lindberg, G. Andersson) (PP) - 15:45 | 2 – 0       |             |             |                                       |
| G. Andersson (Holst) - 18:15 | 3 – 0       |             |             |                                       |
| Jansson (Eliasson) - 20:59 | 4 – 0       |             |             |                                       |
| Holst (Rooth) - 25:05 | 5 – 0       |             |             |                                       |
| Edstrand (Sjölander) - 31:45 | 6 – 0       |             |             |                                       |
| Rooth (Holst) (SH) - 32:37 | 7 – 0       |             |             |                                       |
| G. Andersson (Nevalainen) - 34:16 | 8 – 0       |             |             |                                       |
| Sjölander (Nevalainen, Asserholt) - 49:31 | 9 – 0       |             |             |                                       |
| Rooth (G. Andersson) (PP) - 50:55 | 10 – 0      |             |             |                                       |
| Edstrand (Rooth, G. Andersson) (PP) - 58:08 | 11 – 0      |             |             |                                       |

| 2006. február 14. 15:35 | Kanada (CAN) | 8 – 1 (2–0, 5–1, 1–0) | Svédország | Palasport Olimpico Nézőszám: 6850 |

| Jegyzőkönyv | Jegyzőkönyv | Jegyzőkönyv                              | Jegyzőkönyv | Jegyzőkönyv                     |
| --- | ----------- | ---------------------------------------- | ----------- | ------------------------------- |
| |             |                                          |             | Játékvezető: Anu Hirvonen (FIN) |
| \| Apps - 4:36 \| 1 – 0 \| \| \| Wickenheiser (Pounder) - 12:28 \| 2 – 0 \| \| \| Apps (PP) - 23:53 \| 3 – 0 \| \| \| Apps (Wickenheiser, Piper) - 30:58 \| 4 – 0 \| \| \| Goyette (Piper, Campbell) (PP) - 34:02 \| 5 – 0 \| \| \| \| 5 – 1 \| 36:12 - Lindberg (Jansson, Winberg) (PP) \| \| Weatherston (Kingsbury) - 37:25 \| 6 – 1 \| \| \| Hefford (PP) - 38:53 \| 7 – 1 \| \| \| Goyette (Piper, Wickenheiser) (PP) - 46:02 \| 8 – 1 \| \| |             |                                          |             |                                 |
| 14 perc | Büntetések  | 16 perc                                  |             |                                 |
| 47 | Lövések     | 8                                        |             |                                 |
| Apps - 4:36 | 1 – 0       |                                          |             |                                 |
| Wickenheiser (Pounder) - 12:28 | 2 – 0       |                                          |             |                                 |
| Apps (PP) - 23:53 | 3 – 0       |                                          |             |                                 |
| Apps (Wickenheiser, Piper) - 30:58 | 4 – 0       |                                          |             |                                 |
| Goyette (Piper, Campbell) (PP) - 34:02 | 5 – 0       |                                          |             |                                 |
| | 5 – 1       | 36:12 - Lindberg (Jansson, Winberg) (PP) |             |                                 |
| Weatherston (Kingsbury) - 37:25 | 6 – 1       |                                          |             |                                 |
| Hefford (PP) - 38:53 | 7 – 1       |                                          |             |                                 |
| Goyette (Piper, Wickenheiser) (PP) - 46:02 | 8 – 1       |                                          |             |                                 |

Elődöntő
| 2006. február 17. 17:05 | Egyesült Államok (USA) | 2 – 3 (sz.) (1–0, 1–2, 0–0, 0–0, 0–1) | Svédország | Palasport Olimpico Nézőszám: 5654 |

| Jegyzőkönyv | Jegyzőkönyv | Jegyzőkönyv                | Jegyzőkönyv | Jegyzőkönyv                    |
| --- | ----------- | -------------------------- | ----------- | ------------------------------ |
| |             |                            |             | Játékvezető: Joy Tottman (GBR) |
| \| Kr. King (Potter, Chu) (PP) - 11:55 \| 1 – 0 \| \| \| Stephens (Wall, Darwitz) (PP) - 21:04 \| 2 – 0 \| \| \| \| 2 – 1 \| 26:17 - Rooth (O'Konor) \| \| \| 2 – 2 \| 29:40 - Rooth (Holst) (SH) \| |             |                            |             |                                |
| Darwitz Potter Ruggiero Wendell | Szétlövés   | Holst Ansson Winberg Rooth |             |                                |
| 12 perc | Büntetések  | 22 perc                    |             |                                |
| 39 | Lövések     | 17                         |             |                                |
| Kr. King (Potter, Chu) (PP) - 11:55 | 1 – 0       |                            |             |                                |
| Stephens (Wall, Darwitz) (PP) - 21:04 | 2 – 0       |                            |             |                                |
| | 2 – 1       | 26:17 - Rooth (O'Konor)    |             |                                |
| | 2 – 2       | 29:40 - Rooth (Holst) (SH) |             |                                |

Döntő
| 2006. február 20. 20:35 | Svédország (SWE) | 1 – 4 (0–2, 0–2, 1–0) | Kanada | Palasport Olimpico Nézőszám: 6664 |

| Jegyzőkönyv | Jegyzőkönyv | Jegyzőkönyv                               | Jegyzőkönyv | Jegyzőkönyv                     |
| --- | ----------- | ----------------------------------------- | ----------- | ------------------------------- |
| |             |                                           |             | Játékvezető: Anu Hirvonen (FIN) |
| \| \| 0 – 1 \| 3:15 - Apps (Wickenheiser) \| \| \| 0 – 2 \| 12:13 - Ouellette (Hefford, Botterill) \| \| \| 0 – 3 \| 28:58 - Piper (Wickenheiser, Pounder) \| \| \| 0 – 4 \| 30:27 - Hefford (Botterill, Vaillancourt) \| \| G. Andersson (Holst, Rooth) (PP) - 45:24 \| 1 – 4 \| \| |             |                                           |             |                                 |
| 6 perc | Büntetések  | 12 perc                                   |             |                                 |
| 8 | Lövések     | 26                                        |             |                                 |
| | 0 – 1       | 3:15 - Apps (Wickenheiser)                |             |                                 |
| | 0 – 2       | 12:13 - Ouellette (Hefford, Botterill)    |             |                                 |
| | 0 – 3       | 28:58 - Piper (Wickenheiser, Pounder)     |             |                                 |
| | 0 – 4       | 30:27 - Hefford (Botterill, Vaillancourt) |             |                                 |
| G. Andersson (Holst, Rooth) (PP) - 45:24 | 1 – 4       |                                           |             |                                 |

| Csapat     | Helyezés |
| ---------- | -------- |
| Svédország |          |

## Műkorcsolya
| Versenyző            | Versenyszám  | Rövid program | Rövid program | Kűr    | Kűr   | Összesítés | Összesítés |
| Versenyző            | Versenyszám  | Pont          | Hely.         | Pont   | Hely. | Pont       | Helyezés   |
| -------------------- | ------------ | ------------- | ------------- | ------ | ----- | ---------- | ---------- |
| Kristoffer Berntsson | Férfi egyéni | 59,55         | 23.           | 102,40 | 22.   | 161,95     | 23.        |

## Síakrobatika
Mogul
| Versenyző        | Versenyszám | Selejtező | Selejtező | Döntő   | Döntő    |
| Versenyző        | Versenyszám | Pont      | Helyezés  | Pont    | Helyezés |
| ---------------- | ----------- | --------- | --------- | ------- | -------- |
| Jesper Björnlund | Férfi       | 23,97     | 8.        | 25,21   | 5.       |
| Fredrik Fortkord | Férfi       | 22,87     | 17.       | 20,58   | 19.      |
| Per Spett        | Férfi       | 21,53     | 23.       | kiesett | kiesett  |
| Sara Kjellin     | Női         | 24,85     | 3.        | 24,74   | 4.       |

## Sífutás
Férfi
| Versenyző                                                      | Versenyszám     | Selejtező | Selejtező | Negyeddöntő | Negyeddöntő | Elődöntő | Elődöntő | B döntő | B döntő | Döntő     | Döntő    |
| Versenyző                                                      | Versenyszám     | Idő       | Hely.     | Idő         | Hely.       | Idő      | Hely.    | Idő     | Hely.   | Idő       | Helyezés |
| -------------------------------------------------------------- | --------------- | --------- | --------- | ----------- | ----------- | -------- | -------- | ------- | ------- | --------- | -------- |
| Jörgen Brink                                                   | 30 km           |           |           |             |             |          |          |         |         | 1:19:35,3 | 30.      |
| Jörgen Brink                                                   | 50 km           |           |           |             |             |          |          |         |         | 2:11:19,2 | 51.      |
| Mathias Fredriksson                                            | 15 km           |           |           |             |             |          |          |         |         | 39:19,1   | 13.      |
| Mathias Fredriksson                                            | 30 km           |           |           |             |             |          |          |         |         | 1:17:23,1 | 15.      |
| Mathias Fredriksson                                            | 50 km           |           |           |             |             |          |          |         |         | 2:06:17,1 | 10.      |
| Thobias Fredriksson                                            | Sprint          | 2:18,90   | 19.       | 2:23,2      | 2.          | 2:25,9   | 1.       |         |         | 2:27,8    |          |
| Mats Larsson                                                   | 15 km           |           |           |             |             |          |          |         |         | 39:51,7   | 19.      |
| Peter Larsson                                                  | Sprint          | 2:16,62   | 9.        | 2:23,3      | 3.          | kiesett  | kiesett  | kiesett | kiesett | kiesett   | 13.      |
| Björn Lind                                                     | Sprint          | 2:13,53   | 1.        | 2:21,5      | 1.          | 2:19,6   | 1.       |         |         | 2:26,5    |          |
| Johan Olsson                                                   | 15 km           |           |           |             |             |          |          |         |         | 38:38,8   | 6.       |
| Johan Olsson                                                   | 30 km           |           |           |             |             |          |          |         |         | 1:18:47,9 | 23.      |
| Johan Olsson                                                   | 50 km           |           |           |             |             |          |          |         |         | 2:07:00,9 | 25.      |
| Anders Södergren                                               | 15 km           |           |           |             |             |          |          |         |         | 39:17,1   | 10.      |
| Anders Södergren                                               | 30 km           |           |           |             |             |          |          |         |         | 1:17:04,3 | 5.       |
| Anders Södergren                                               | 50 km           |           |           |             |             |          |          |         |         | 2:06:14,1 | 6.       |
| Mikael Östberg                                                 | Sprint          | 2:16,24   | 6.        | 2:26,7      | 3.          | kiesett  | kiesett  | kiesett | kiesett | kiesett   | 12.      |
| Thobias Fredriksson Björn Lind                                 | Csapatsprint    | 17:34,0   | 1.        |             |             |          |          |         |         | 17:02,9   |          |
| Mats Larsson Johan Olsson Anders Södergren Mathias Fredriksson | 4 × 10 km váltó |           |           |             |             |          |          |         |         | 1:44:01,7 |          |

Női
| Versenyző                                                  | Versenyszám    | Selejtező | Selejtező | Negyeddöntő | Negyeddöntő | Elődöntő | Elődöntő | B döntő | B döntő | Döntő         | Döntő         |
| Versenyző                                                  | Versenyszám    | Idő       | Hely.     | Idő         | Hely.       | Idő      | Hely.    | Idő     | Hely.   | Idő           | Helyezés      |
| ---------------------------------------------------------- | -------------- | --------- | --------- | ----------- | ----------- | -------- | -------- | ------- | ------- | ------------- | ------------- |
| Lina Andersson                                             | Sprint         | 2:13,29   | 3.        | 2:16,0      | 3.          | kiesett  | kiesett  | kiesett | kiesett | kiesett       | 11.           |
| Lina Andersson                                             | 10 km          |           |           |             |             |          |          |         |         | 30:25,5       | 33.           |
| Lina Andersson                                             | 30 km          |           |           |             |             |          |          |         |         | nem ért célba | nem ért célba |
| Anna Dahlberg                                              | Sprint         | 2:15,91   | 12.       | 2:14,3      | 1.          | 2:18,9   | 5.       | kiesett | kiesett | kiesett       | 10.           |
| Elin Ek                                                    | 10 km          |           |           |             |             |          |          |         |         | 29:40,9       | 23.           |
| Elin Ek                                                    | 15 km          |           |           |             |             |          |          |         |         | 46:02,7       | 31.           |
| Britta Norgren                                             | Sprint         | 2:16,43   | 19.       | 2:15,0      | 3.          | kiesett  | kiesett  | kiesett | kiesett | kiesett       | 13.           |
| Britta Norgren                                             | 10 km          |           |           |             |             |          |          |         |         | 29:07,1       | 11.           |
| Britta Norgren                                             | 15 km          |           |           |             |             |          |          |         |         | 44:18,0       | 15.           |
| Britta Norgren                                             | 30 km          |           |           |             |             |          |          |         |         | 1:28:21,9     | 28.           |
| Emelie Öhrstig                                             | Sprint         | 2:16,75   | 21.       | 2:19,9      | 5.          | kiesett  | kiesett  | kiesett | kiesett | kiesett       | 22.           |
| Emelie Öhrstig                                             | 10 km          |           |           |             |             |          |          |         |         | 31:31,6       | 47.           |
| Anna-Karin Strömstedt                                      | 15 km          |           |           |             |             |          |          |         |         | 47:51,3       | 47.           |
| Anna-Karin Strömstedt                                      | 30 km          |           |           |             |             |          |          |         |         | 1:28:29,4     | 30.           |
| Lina Andersson Anna Dahlberg                               | Csapatsprint   | 17:33,5   | 3.        |             |             |          |          |         |         | 16:36,9       |               |
| Anna Dahlberg Elin Ek Britta Norgren Anna-Carin Strömstedt | 4 × 5 km váltó |           |           |             |             |          |          |         |         | 55:00,3       | 4.            |

## Snowboard
Halfpipe
| Versenyző       | Versenyszám | 1. selejtező | 1. selejtező | 2. selejtező | 2. selejtező | Döntő      | Döntő      | Döntő   | Helyezés |
| Versenyző       | Versenyszám | Pont         | Hely.        | Pont         | Hely.        | 1. forduló | 2. forduló | Hely.   | Helyezés |
| --------------- | ----------- | ------------ | ------------ | ------------ | ------------ | ---------- | ---------- | ------- | -------- |
| Stefan Karlsson | Férfi       | 11,5         | 39.          | 8,7          | 34.          | kiesett    | kiesett    | kiesett | 40.      |
| Micael Lundmark | Férfi       | 32,5         | 13.          | 27,2         | 21.          | kiesett    | kiesett    | kiesett | 27.      |
| Mikael Sandy    | Férfi       | 19,7         | 29.          | 14,0         | 30.          | kiesett    | kiesett    | kiesett | 36.      |
| Anna Olofsson   | Női         | 27,4         | 15.          | 24,4         | 16.          | kiesett    | kiesett    | kiesett | 22.      |

Parallel giant slalom
| Versenyző           | Versenyszám | Selejtező     | Selejtező     | Nyolcaddöntő                          | Negyeddöntő       | Elődöntő          | Döntő             | Helyezés |
| Versenyző           | Versenyszám | Idő           | Hely.         | Ellenfél Eredmény                     | Ellenfél Eredmény | Ellenfél Eredmény | Ellenfél Eredmény | Helyezés |
| ------------------- | ----------- | ------------- | ------------- | ------------------------------------- | ----------------- | ----------------- | ----------------- | -------- |
| Daniel Biveson      | Férfi       | 1:12,15       | 16.           | Simon Schoch (SUI) · +0,52            | kiesett           | kiesett           | kiesett           | 16.      |
| Filip Fischer       | Férfi       | 1:13,43       | 23.           | kiesett                               | kiesett           | kiesett           | kiesett           | 23.      |
| Richard Richardsson | Férfi       | 1:11,46       | 11.           | Sigi Grabner (AUT) · +1,44            | kiesett           | kiesett           | kiesett           | 12.      |
| Sara Fischer        | Női         | nem ért célba | nem ért célba | kiesett                               | kiesett           | kiesett           | kiesett           | 30.      |
| Aprilia Hägglöf     | Női         | 1:23,11       | 16.           | Jekatyerina Tugyegeseva (RUS) · +1,13 | kiesett           | kiesett           | kiesett           | 16.      |

Snowboard cross
| Versenyző         | Versenyszám | Selejtező | Selejtező | Nyolcaddöntő | Negyeddöntő | Elődöntő | Döntő      | Helyezés |
| Versenyző         | Versenyszám | Idő       | Hely.     | Helyezés     | Helyezés    | Helyezés | Helyezés   | Helyezés |
| ----------------- | ----------- | --------- | --------- | ------------ | ----------- | -------- | ---------- | -------- |
| Mattias Blomberg  | Férfi       | 1:22,48   | 24.       | 3.           | kiesett     | kiesett  | kiesett    | 28.      |
| Jonte Grundelius  | Férfi       | 1:21,85   | 14.       | 4.           | kiesett     | kiesett  | kiesett    | 21.      |
| Jonatan Johansson | Férfi       | 1:23,38   | 31.*      | 2.           | 3.          |          | C-döntő 4. | 12.      |
| Maria Danielsson  | Női         | 1:30,01   | 5.        |              | 2.          | 4.       | B-döntő 2. | 6.       |

* - egy másik versenyzővel azonos eredményt ért el